# Jasmine Tookes
Jasmine Tookes Borrero (Huntington Beach, California; 1 de febrero de 1991) es una modelo estadounidense. Desde 2014 es uno de los Ángeles de Victoria's Secret y en 2016 portó el Fantasy Bra en el Victoria's Secret Fashion Show. Fue una de las «20 modelos mejor pagadas del mundo», según la revista Forbes en el año 2016.

## Biografía
Tookes nació y creció en Huntington Beach, una ciudad del Condado de Orange, en California. Fue descubierta mientras estaba de compras con su madre, quien es una reconocida estilista de celebridades. Tookes tiene una hermana diecinueve años menor que ella.
Antes de convertirse en modelo a la edad de quince años, practicaba gimnasia —desde hacía diez años— así como voleibol y softbol.

## Carrera

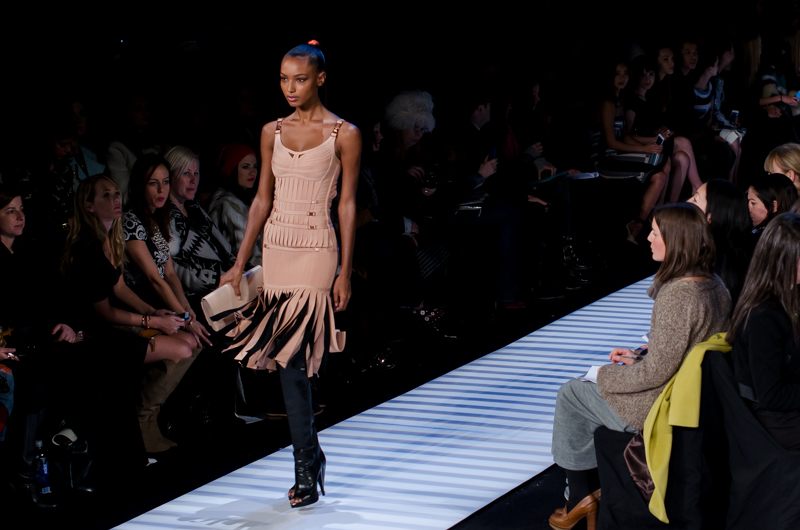
Jasmine Tookes desfilando en 2014.

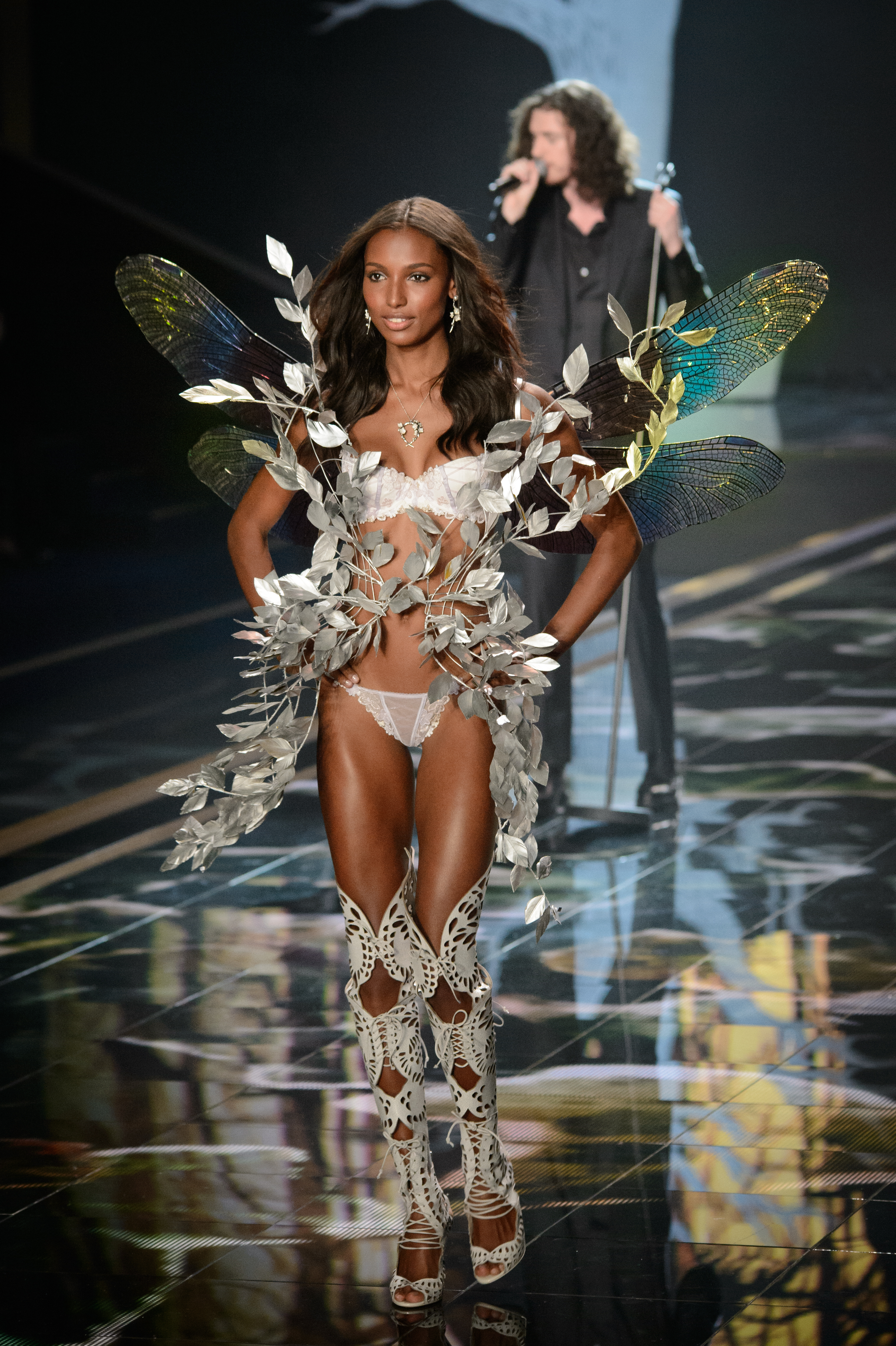
Jasmine Tookes en el desfile de Victoria's Secret de 2014.

En 2010 se gestaron las primeras campañas de anuncios publicitarios de Tookes, para las Botas UGG y la empresa Gap. Antes de estallar en la escena internacional, ella se reservó en la campaña de primavera de 2011 de la marca DKNY, seguido de una sesión de fotos para Vogue Italia, a cargo de Ellen von Unwerth. Según Page six, del  The New York Post, cuando la animadora Oprah Winfrey vio la pasarela de Tookes en el Lincoln Center Presents: An Evening With Ralph Lauren, alabó su piel «suave y mantecosa» y le pidió a la modelo que frotasen sus caras. En septiembre de 2011, el sitio Models.com, nombró a Tookes como una de las «10 mejores nuevos modelos» de una semana de la moda.
Tookes fue escogida por la revista Style como su nueva modelo principal en noviembre de 2011 gracias a su desempeño en los desfiles de moda de primavera. En 2012 hizo su debut en el Victoria's Secret Fashion Show, junto con diez modelos más, ese año el evento se realizó en noviembre y se transmitió por la CBS en diciembre. Una noche antes de la transmisión del evento, Tookes fue invitada junto a las también modelos de Victoria's Secret Behati Prinsloo y Jacquelyn Jablonski a la serie de CBS Hawaii Five-0, en el episodio «Ha'awe Make Loa». Ese mismo año la revista Vogue en Francia la nombró como una de los diez nuevos rostros de la semana de la moda de otoño invierno del 2012-2013.
En 2015 se convirtió en un ángel de Victoria's Secret, mientras que en 2016 la franquicia le dio la oportunidad de modelar el Fantasy Bra en el Victoria's Secret Fashion Show, avalado en 3 millones de dólares. En 2016 hizo una aparición especial en la serie de comedia Life in Pieces, en el episodio «Boxing Opinion Spider Beard». Ese mismo año la revista Forbes la incluyó en la lista de las modelos mejor pagadas, ubicándose en la posición diecisiete con 4 millones de dólares.
En 2017 recibió el premio "Rostro del año" por la Fragrance Foundation. En 2018 entró a formar parte del selecto grupo de modelos consideradas como las más hermosas del mundo por la revista Maxim.

## Vida personal

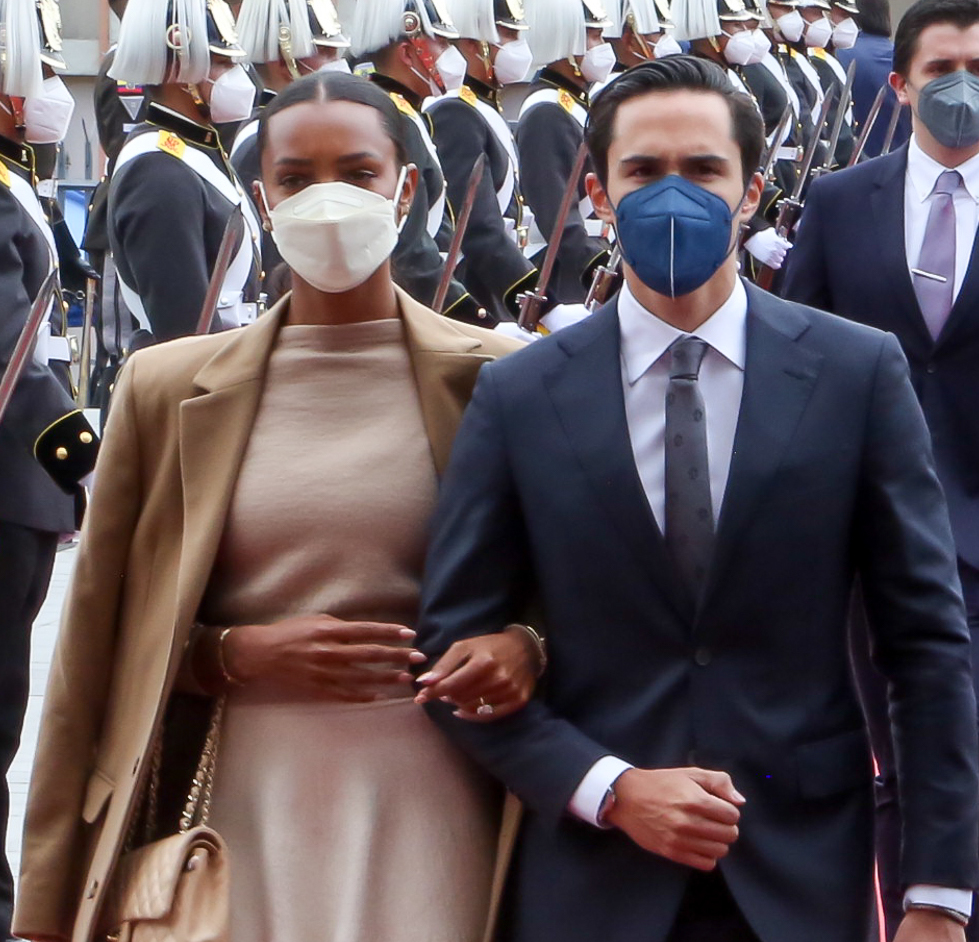
Tookes y su novio en el día de la posesión de Alfredo Borrero como vicepresidente de Ecuador.

La modelo tiene ascendencia brasileña, africana y antillana.
En la parte personal, tuvo una relación sentimental de cuatro años con el modelo danés Tobias Sorensen, con quien terminó en 2016.
Luego inició una relación con el ecuatoriano Juan David Borrero, Director de Colaboraciones de Snapchat e hijo del exvicepresidente de Ecuador, Alfredo Borrero. Después de un publicitado noviazgo, contrajeron matrimonio el 4 de septiembre de 2021 en la Iglesia de San Francisco, Quito. El 21 de noviembre de 2022 anunció que estaban esperando su primer hijo. Su hija Mia Victoria Borrero nació el 23 de febrero de 2023, el 9 de julio de 2025 a través de su cuenta de Instagram, anunció que está esperando a su segundo hijo.

## Filmografía
| Año  | Título         | Papel      | Notas                                  |
| ---- | -------------- | ---------- | -------------------------------------- |
| 2012 | Hawaii Five-0  | Monique    | Episodio «Ha'awe Make Loa»             |
| 2016 | Life in Pieces | Ella misma | Episodio «Boxing Opinion Spider Beard» |